# Пелагићево
Пелагићево је насељено мјесто и сједиште истоимене општине у Републици Српској, БиХ. Према коначним подацима пописа становништва 2013. године, у насељеном мјесту Пелагићево укупно је пописано 2.529 становника.
Овдје се налази Храм Светога пророка Илије у Пелагићеву.

## Назив
До 1970. име насеља је било Горњи Жабар.

## Историја
Пелагићево је добило име по српском просветитељу Васи Пелагићу. Насељено мјесто Пелагићево је 1991. године било подијељено у двије мјесне заједнице: МЗ Пелагићево са 2.233 становника и МЗ Ћендићи са 836 становника.

## Споменик
Споменик у Пелагићеву је подигнут у знак сјећања на 84 погинула борца Војске Републике Српске.

## Спорт
Пелагићево је сједиште истоименог фудбалског клуба Пелагићево.

## Становништво
|             | 2013.          | 1991.          | 1981.          | 1971.          |
| Укупно      | 2 529 (100,0%) | 3 069 (100,0%) | 3 214 (100,0%) | 3 398 (100,0%) |
| Срби        | 2 502 (98,93%) | 2 968 (96,71%) | 3 103 (96,55%) | 3 340 (98,29%) |
| Хрвати      | 12 (0,474%)    | 16 (0,521%)    | 22 (0,685%)    | 36 (1,059%)    |
| Бошњаци     | 5 (0,198%)     | 4 (0,130%)1    | 5 (0,156%)1    | 6 (0,177%)1    |
| Роми        | 3 (0,119%)     | –              | –              | –              |
| Неизјашњени | 2 (0,079%)     | –              | –              | –              |
| Остали      | 2 (0,079%)     | 34 (1,108%)    | 31 (0,965%)    | 13 (0,383%)    |
| Словенци    | 1 (0,040%)     | –              | –              | –              |
| Босанци     | 1 (0,040%)     | –              | –              | –              |
| Непознато   | 1 (0,040%)     | –              | –              | –              |
| Југословени | –              | 47 (1,531%)    | 47 (1,462%)    | –              |
| Македонци   | –              | –              | 4 (0,124%)     | 2 (0,059%)     |
| Албанци     | –              | –              | 2 (0,062%)     | –              |
| Црногорци   | –              | –              | –              | 1 (0,029%)     |

1. 1 На пописима од 1971. до 1991. Бошњаци су пописивани углавном као Муслимани.

## Знамените личности
- Васо Пелагић